# Влоцлавекський келих
Влоцлавекський келих (пол. Czara włocławska) — посудина першої половини X століття, що зберігається в Національному музеї у Кракові та експонується в Галереї художніх ремесел.

## Історія
Найімовірніше, чаша спочатку була месійною. Її випадково виорали в полі біля Влоцлавека 3 травня 1909 року, біля дороги, що веде до Берестя-Куявського, Міхал Марціняк і Ян Сапінський, які передали її до сусіднього монастиря Отців-Реформатів, отцю Бенедикту Верцьоху, який, своєю чергою, передав її Шимону Райці, кураторові музею Польського товариства любителів природи у Влоцлавеку. Після консультації з отцем Владиславом Ґужинським, істориком та професором Вищої духовної семінарії, він вирішив, що чаша буде зберігатися у майстерні братів Лопєньських у Варшаві. Побоюючись конфіскації посудини російською владою, у 1910 році чашу передали на зберігання до Національного музею у Кракові (австрійський поділ).
Директор Куявського музею Генрика Круліковська вимагала повернення оригіналу до Кракова, але з'ясувалося, що отці-реформати врешті-решт продали чашу, за що отримали 1000 крон (перерахованих двома частинами), а вторговані кошти використали на модернізацію костелу.
Контракт також передбачав виготовлення двох копій келиха для Музею Куявського та Єпархіального музею у Влоцлавеку. Перша з них зараз знаходиться на постійній експозиції в Музеї історії Влоцлавека, а друга була втрачена в наступні роки. У 2011 році копія келиха знову потрапила до колекції Єпархіального музею завдяки підтримці Міністерства культури та національної спадщини Польщі.
З нагоди 100-річчя музею у Влоцлавеку, яке відзначалося у 2009 році, келих на деякий час повернувся до Влоцлавеку, де протягом місяця експонувався у Художній колекції.